# Жданов Олександр Миколайович
Олекса́ндр Микола́йович Жда́нов (нар. 27 травня 1984, Харків) — український футболіст, що виступав на позиції захисника, і футбольний тренер.

## Ігрова кар'єра
Вихованець харківського футболу, у ДЮФЛ виступав за футбольну школу «Металіста». Навесні 2003 року почав виступи за аматорську харківську команду «Газовик-ХГВ», що брала участь у змаганнях під егідою ААФУ. Улітку того ж року команда здобула професіональний статус і наступні три сезони Жданов провів у ній, змагаючись у Другій лізі чемпіонату України.
2006 року перейшов до першолігового ФК «Львів», відігравши у складі якого один сезон, наступний провів на правах оренди в команді «Княжа» із Щасливого. На початку сезону 2008/09 повернувся з оренди до «Львова», який на той момент виборов право виступати у Вищій лізі чемпіонату. У матчах Вищої ліги дебютував 20 липня 2008 року, повністю відігравши матч першого туру чемпіонату проти донецького «Шахтаря», у якому львів'яни здобули сенсаційну перемогу 2:0.
Улітку 2009 року, після того як «Львів» вилетів з еліти, Жданов перейшов до криворізького «Кривбаса», у якому, як і в попередньому клубі, відразу став стабільно потрапляти до основного складу. Дебютував за криворізьку команду 18 липня 2009 року знову у грі проти «Шахтаря», цього разу донеччани перемогли 3:0. Починаючи із сезону 2011/12 почав рідко потрапляти до основного складу команди й після його завершення покинув клуб.
Із 2012 по 2013 рік грав за першолігову «Полтаву». 2014 року виступав у складі білоруського «Слуцька», а потім із 2014 по 2015 рік грав за аматорський «Колос» (Зачепилівка).
На початку 2016 року перейшов до складу ізраїльського клубу «Хапоель» із міста Бейт-Шеан. Улітку того ж року став гравцем клубу «Бней Сахнін», у складі якого 6 серпня вийшов на поле в матчі національного кубка, але вже наприкінці серпня опинився в лавах «Маккабі» з Нетаньї.
14 липня 2017 року став гравцем харківського «Металіста 1925». У сезоні 2017/18 років допоміг цій команді завоювати бронзові нагороди Другої ліги та підвищітися в класі. 13 січня 2020 року припинив співпрацю з «Металістом 1925».
27 лютого 2020 року підписав контракт з хмельницьким «Поділлям».

## Кар'єра тренера
Працював помічником головного тренера хмельницького «Поділля» в тренерському штабі Віталія Костишина. Продовжив працював тренером «подолян» після призначення 1 листопада 2024 року головним тренером Сергія Ковальця.

## Досягнення
На професійному рівні:
 «Княжа» (Щасливе):
 Переможець Другої ліги України: 2007/08
 «Маккабі» (Нетанья):
 Переможець Ліги Леуміт: 2016/17
 «Металіст 1925» (Харків):
 Бронзовий призер Другої ліги України: 2017/18
 «Поділля» (Хмельницький):
 Срібний призер Другої ліги України: 2020/21
На аматорському рівні:
 «Колос» (Зачепилівка):
 Бронзовий призер Чемпіонату України серед аматорів: 2015
 Срібний призер Чемпіонату Харківської області: 2014, 2015
 Володар Кубка Харківської області: 2014
 Володар Суперкубка Харківської області: 2015
 «Колос» (Полонне):
 Переможець Чемпіонату Хмельницької області: 2023
 Срібний призер Чемпіонату Хмельницької області: 2022
 Володар Кубка Хмельницької області: 2022, 2023